# Абгар II
Абгар II (д/н — 53 до н. е.) — цар Осроени в 68—53 роках до н. е. Маневрував між Римською республікою та Парфянським царством.

## Життєпис
Походив з еллінізованої арабської династії Абгаридів. Син Абгара I, царя Осроени. Після смерті батька 68 року до н. е. успадкував трон. Невдовзі вимушений був підтримати римські війська на чолі із Гнеєм Помпеєм, що на той час здобули перемоги над Понтом і Великою Вірменією.
65 року до н. е. остаточно підкорився легату Луцію Афранію. 64 року до н. е. допомагав останньому у поході до Північної Месопотамії. Натомість Помпей оголосив Абгара II «другом римського народу». Згодом цар став римським клієнтом на доволі вигідних умовах. Завдяки цьому зумів зміцнити вплив Осроени в Месопотамії.
У 54 році до н. е. спочатку підтримував заходи триумвіра Марка Ліцинія Красса, спрямовані проти Парфії. Але 53 рокудо н. е. підступно перейшов на бік парфянського царя Орода II, посприявши поразці римлян, завівши їх у пустельну місцевість. Втім сам Абгар II у тому ж 53 році до н. е. був повалениц Парфією. Йому спадкував син Ма'ну II.